# Cádiz Club de Fútbol
O Cádiz Club de Fútbol é uma equipe de futebol espanhola da cidade de Cádis. Foi fundada em  1910 por D. José Rivera y Lora, suas cores são o amarelo e o azul.
O clube disputa suas partidas no Estádio Nuevo Mirandilla, com capacidade para 20.724 pessoas.

## Títulos
- Segunda División: 2004–05
- Segunda División B: 2000–01 e 2008–09
- Tercera División: 1954–55 e 1969–70
- Copa da Andaluzia: 1915–16
- Troféu Ramón de Carranza: 1981, 1983, 1985, 1986, 1993, 1994, 2006 e 2011

## Estatísticas
- Temporadas na 1ª Primera División Espanhola: 12
- Temporadas na Segunda División Espanhola: 41
- Melhor posição na 1ª Primera División Espanhola: 12º (temporada 87-88)
- Pior posição na 1ª Primera División Espanhola: 19º (temporada 92-93 y 05-06)

## Elenco
- Atualizado em 16 de novembro de 2024.[1][2]